# Église Sainte-Marie-de-la-Paix de Rome
L'église Santa Maria della Pace (en français : église Saint-Marie-de-la-Paix) est une église de Rome située près de la Piazza Navona dans le rione de Ponte.

## Historique

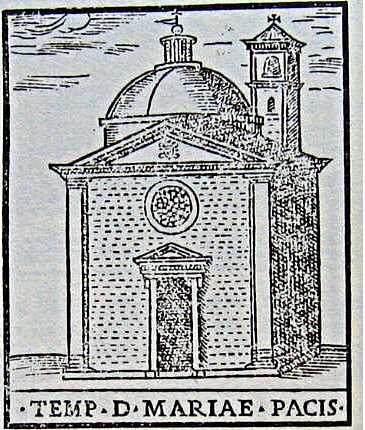
Santa Maria della Pace (1588).

L'église est construite sur les fondations de la chapelle Saint-André-des-Porteurs-d'Eau (Aquarizarii), une corporation importante après la destruction des aqueducs romains. Elle est dédiée à la Vierge Marie à la suite du miraculeux saignement en ce lieu, en 1480, d'une icône de la Vierge. Le pape Sixte IV qui en commande la construction en 1482 après avoir été frappé par l'événement et avoir juré que si la conspiration Pazzi, dans laquelle il était quelque peu impliqué, ne conduisait pas à la guerre qui était redoutée, il ferait construire une grande église dédiée à la Madone à cet endroit. L'auteur de ce projet n'est pas connu : on envisage Baccio Pontelli ou Meo del Caprino, ou les deux.
Entre 1500 et 1504, Bramante réalise un cloître attenant à l'église à la demande du cardinal Oliviero Carafa. Il s'agit de sa première réalisation d'envergure à Rome avant le Tempietto de San Pietro in Montorio et de l'un des chefs-d'œuvre de l'architecture classique à la Renaissance.
En 1611, la tribune et le maître-autel sont reconstruits, augmentant le volume de l'église, aux frais de la famille Rivaldi, qui sécurise ainsi une imposante crypte sépulcrale au pied de l'autel.
En 1656-1667, Alexandre VII fait restaurer l'église par Pierre de Cortone : celui-ci ajoute la célèbre façade baroque qui veut simuler une scène théâtrale, projette, entre des ailes concaves, un pronaos semi-circulaire soutenu par des paires de colonnes doriques toscanes. L'église avance, remplissant presque complètement l'espace de la petite place où elle est située ; de nombreuses maisons ont été démolies par Pierre de Cortone pour créer cet espace trapézoïdal asymétrique qui, avec son aspect unitaire aux formes intensives, compte parmi les principales réalisations du baroque romain.

## Intérieur

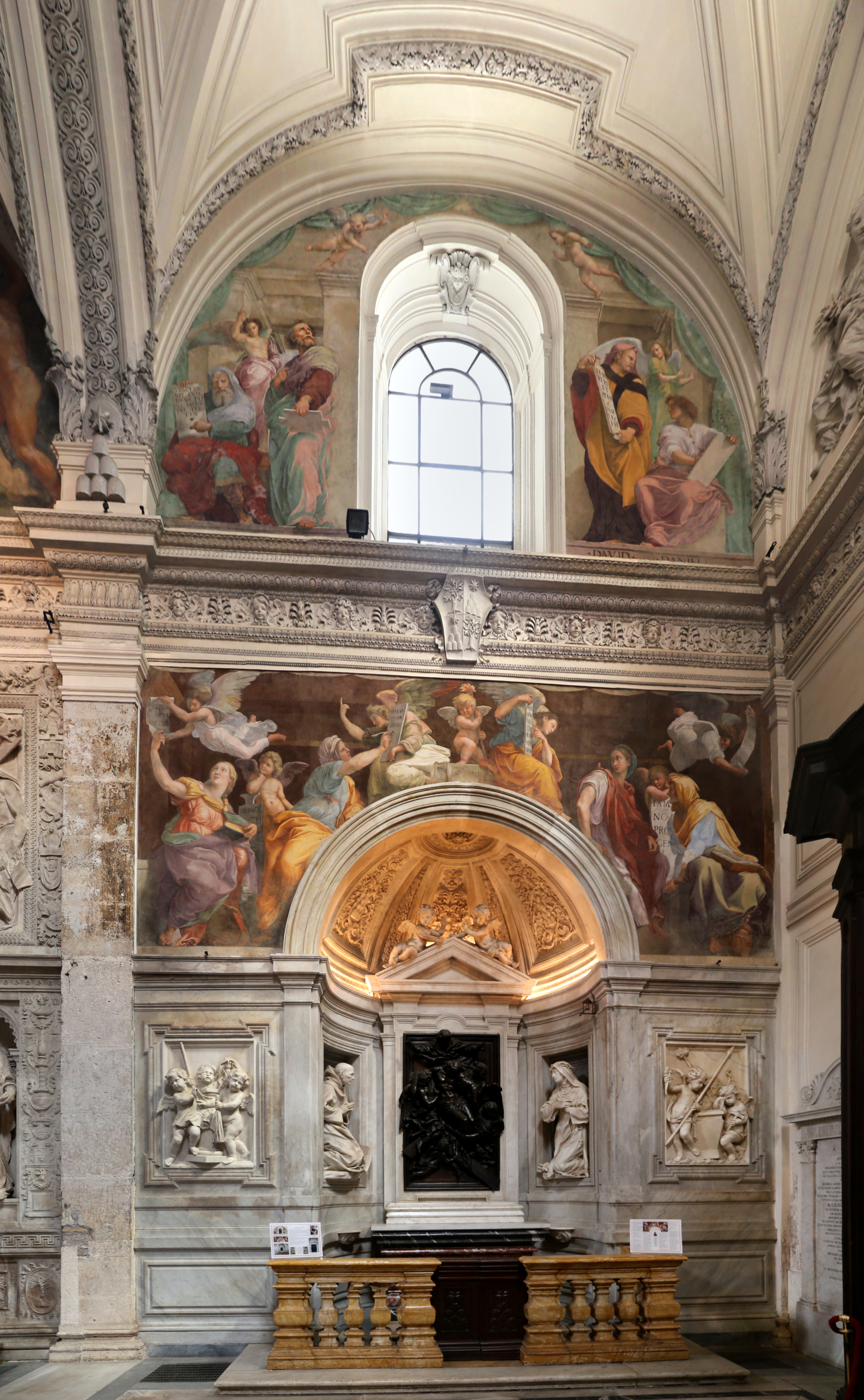
Chapelle Chigi.

L'intérieur, accessible depuis le portail d'origine du XVe siècle, est constitué d'une courte nef en croix octogonale et dispose d'une tribune surmontée d'un dôme. Carlo Maderno a conçu le maître-autel (1614) qui encadre un vénérable tableau de la Vierge à l'enfant.
La première chapelle à droite, la chapelle Chigi, est ainsi nommée car elle a été commandée par Agostino Chigi, le banquier du pape. L'architecture est attribuée à Raphaël, qui a également peint sur l'arche la fresque des Sibylles et des prophètes (1514). Les fresques supérieures avec les quatre prophètes (Habacuc et Jonas à gauche, David et Daniel à droite) ont été réalisées par Timoteo della Vite après la mort de Raphaël sur la base du dessin du maître. La décoration sculpturale est dominée par le haut-relief avec le Christ porté par des anges sur l'autel, œuvre en bronze de Cosimo Fancelli, également auteur des deux saints latéraux en collaboration avec Ercole Ferrata : Sainte Catherine et Saint Bernard.
La deuxième chapelle, la chapelle Cesi, a été conçue par Antonio da Sangallo le Jeune et présente une décoration Renaissance sur l'arche extérieure, œuvre de Simone Mosca, et deux fresques, la Création d'Eve et le Péché originel de Rosso Fiorentino. Les statues dans les niches, avec les Saints Pierre et Paul, sont de Vincenzo de 'Rossi qui a également sculpté les hauts reliefs sur les côtés de l'arche (Prophètes et anges), ainsi que les figures des dormants sur les tombes d'Angelo Cesi et son épouse Francesca Carduli Cesi (environ 1550-1560). Les sphinx, en revanche, sont attribués à Simone Mosca. Pour l'autel, Carlo Cesi a peint une Sainte Famille avec sainte Anne qui a remplacé la Déposition de Rosso Fiorentino.
La première chapelle à gauche, la chapelle Ponzetti, présente de remarquables fresques de la Renaissance de Baldassarre Peruzzi, surtout connu comme architecte : il a également peint sur l'autel la Vierge à l'Enfant entre les saintes Brigitte et Catherine et le cardinal Ferdinando Ponzetti (1516), ainsi que les Histoires bibliques dans l'abside. Y sont aussi présents deux monuments funéraires de la famille Ponzetti datant de 1505 et 1509.
La deuxième chapelle à gauche, la chapelle Mignanelli, présente des marbres prélevés sur le temple de Jupiter Capitolin. Sur l'autel, la Vierge en Gloire entre les Saints Ubaldo et Girolamo est de Marcello Venusti, tandis que la lunette extérieure montre l'Expulsion du paradis et la Famille d'Adam de Filippo Lauri (1657).

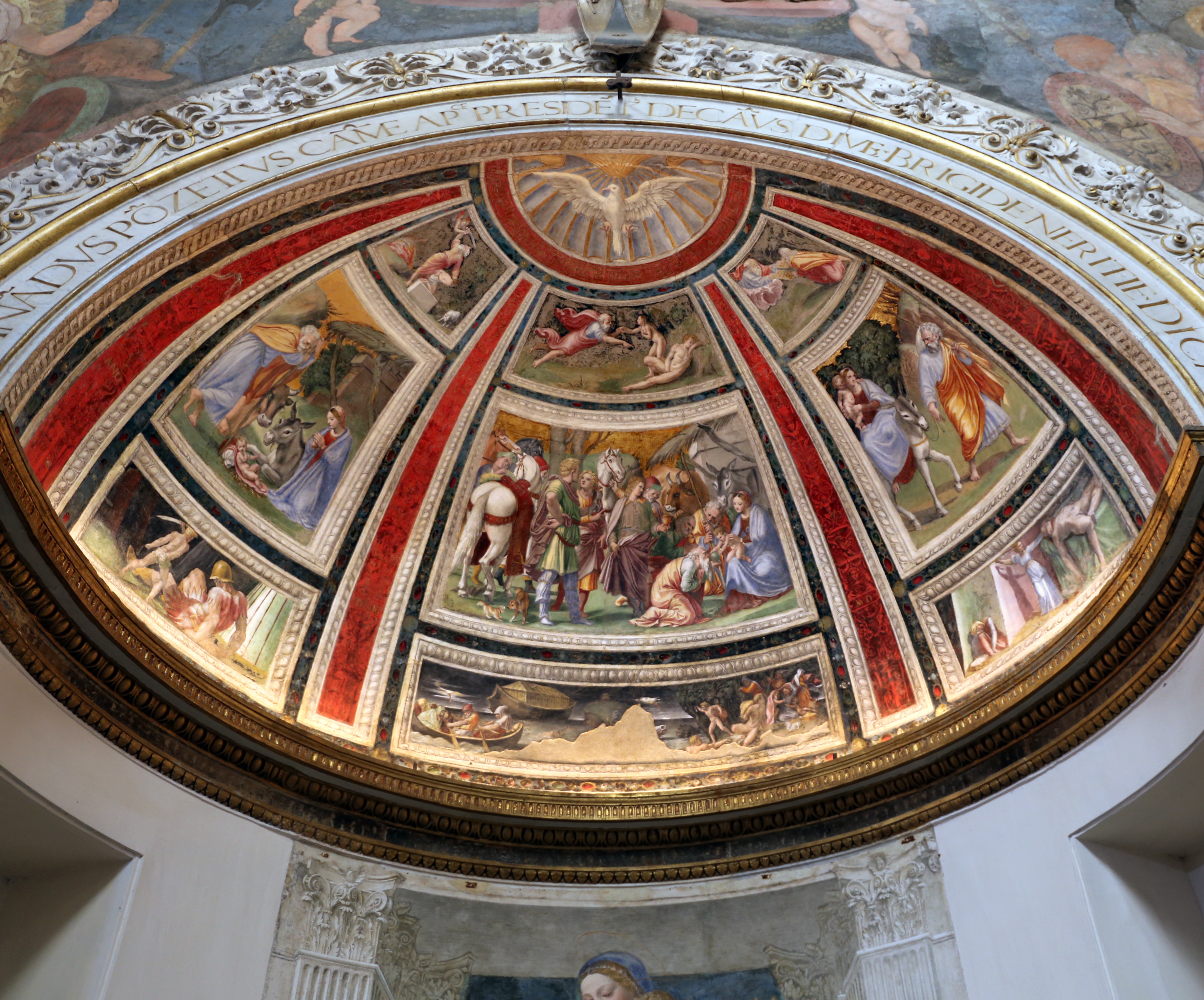
Baldassarre Peruzzi, scènes bibliques de la chapelle Ponzetti.

La tribune octogonale, également conçue par Sangallo, a été décorée de stucs par Pierre de Cortone. Dans le tambour, les peintures à partir de la droite sont : la Visitation de Carlo Maratta (1655), la Présentation au temple de Baldassarre Peruzzi (1524), la Naissance de la Vierge de Raffaello Vanni et le Transit de la Vierge de Giovanni Maria Morandi. Dans la première chapelle à droite de l'autel, la chapelle Olgiati, est conservé un Baptême de Jésus d'Orazio Gentileschi (1607), tandis que celle de gauche présente un crucifix du XVe siècle et un autel en marbre doré et peint de l'école d'Andrea Bregno (vers 1490), don d'Innocent VIII. La Nativité et l' Annonciation sont de Passignano, tandis que la décoration de la voûte et de l'abside est l'œuvre de Francesco Albani (1612-14)L Les Saints dans l'arche sont de Lavinia Fontana (1611-1614). Dans une autre chapelle, sur la gauche, l'Adoration des bergers est de Sermoneta.

## Orgue
Situé dans la cantoria à gauche du chœur, un orgue du XIXe siècle, contenant peut-être des éléments antérieurs, de 14 registres qui ne fonctionnent plus, est placé dans un buffet baroque construit dans les années 1656-1661. Auparavant, l'église avait un orgue construit en 1506 par Giovanni Matteo di Niccolò et Giovanni Francesco Donadio connu sous le nom de il Mormanno. À l'occasion de la rénovation de l'église à l'époque d'Alexandre VII, cet instrument a été démonté et remonté en 1665 dans l'église Santa Maria Assunta à Ariccia par le facteur d'orgue Matteo Marione.

## Cloître de Bramante

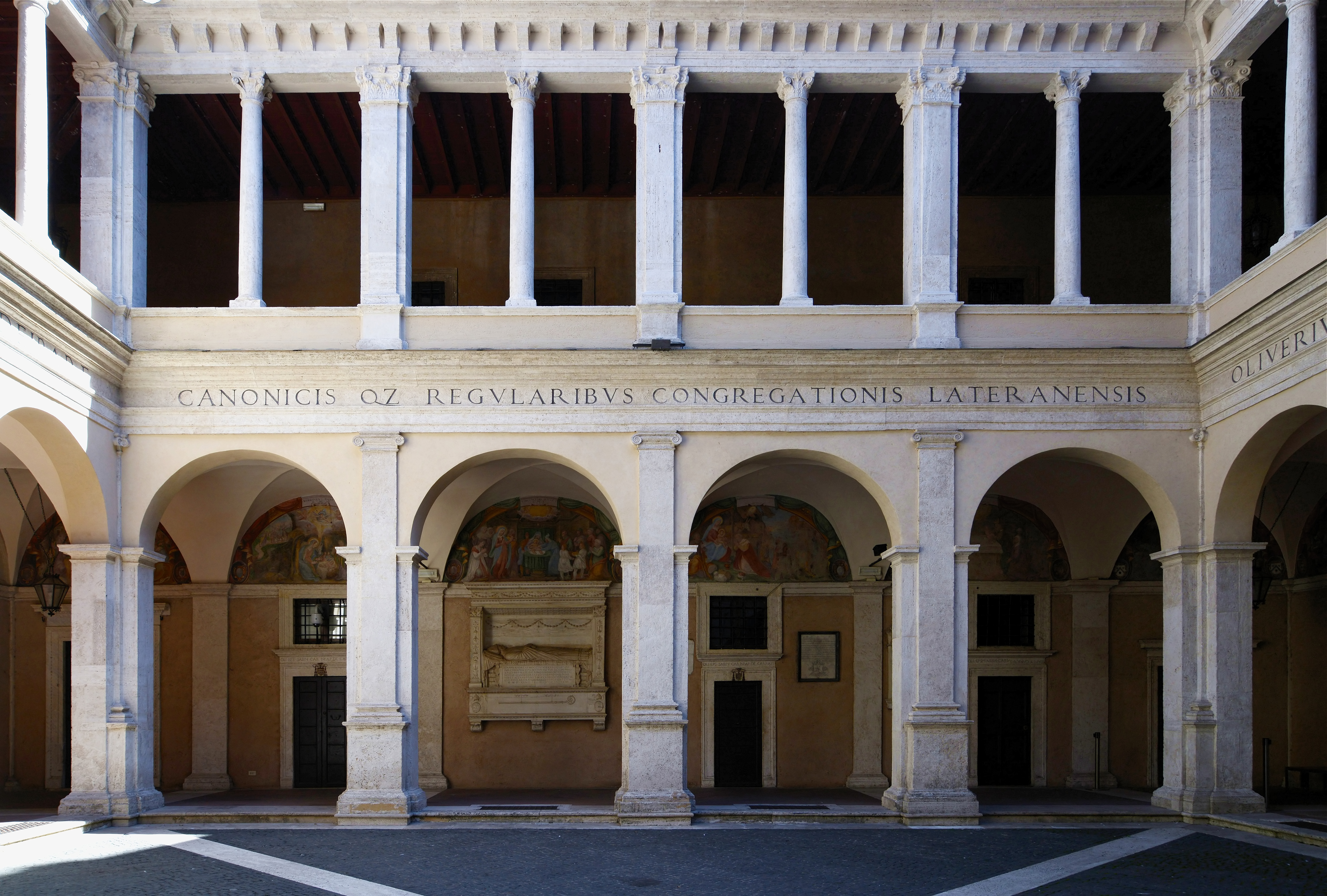
Le cloître de Bramante.

Le Chiostro del Bramante est un cloître construit par Bramante pour le cardinal Oliviero Carafa en 1500-1504 constitue l'une des œuvres les plus importantes de la Renaissance du XVIe siècle et est parmi les premières œuvres romaines conçues par Bramante après sa période milanaise. Sa date de finition en 1504 est indiquée sur la frise.
Le plan carré est obtenu par la répétition d'un module égal à la largeur du portique, qui dimensionne l'espace central (4 x 4) et le réfectoire adjacent (2 x 4). L'espace central est entouré de 16 piles (16 est un nombre parfait selon Vitruve) qui forment un portique continu de voutes à croisées d'ogive. Dans l'élévation, il est composé de deux ordres, proportionnés selon la règle de Vitruve suivie par Léon Battista Alberti et de Serlio, entre autres, qui veut que le second ordre soit diminué en hauteur de 1/4 par rapport au premier.
Bramante crée des colonnes avec application de pilastres pour soutenir la galerie principale, comme dans la cour inachevée du palais de Venise à Rome qui date des années 1460 et dérive des édifices classiques comme le Théâtre de ̥Marcellus ou le Colisée.
Le premier niveau du rez-de-chaussée a un ordre de pilastres ioniques qui supporte un entablement avec une frise continue, typique de l'ordre, avec un enchainement d'arcs ronds fixés sur des ailettes, typique de l'architecture romaine classique.
Le deuxième niveau, en revanche, a un ordre de pilastres pseudo-corinthiens qui tournent sur les côtés en correspondance avec les ailettes du premier niveau, avec l'insertion de colonnes libres du même ordre, qui double la hauteur des arcs sous-jacents.
Le langage sévère, dépourvu de toute décoration, différencie profondément ce cloître des œuvres créées par Bramante pendant la période milanaise précédente, où l'architecte d'Urbino avait plutôt largement utilisé des décorations de style lombard.
À l'intérieur du portique, les lunettes sur le mur du fond sont ornées de fresques avec des Histoires de la vie de la Vierge, auxquelles s'ajoutent des épisodes liés à l'Église et à l'imagerie miraculeuse.
Le cloître de Bramante est accessible au public et les pièces attenantes accueillent désormais un lieu de grandes expositions d'art.

## Galerie

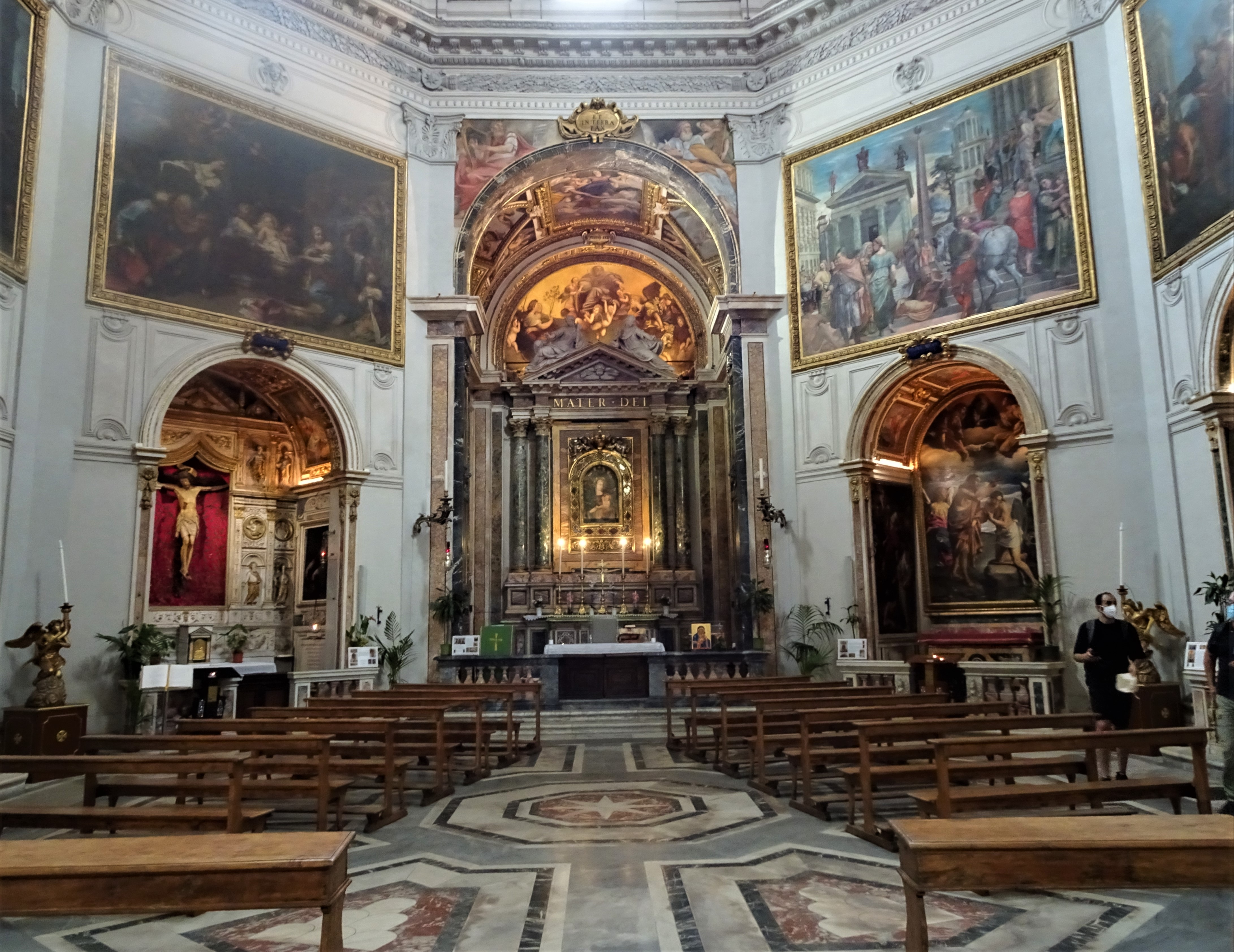
La chapelle principale.
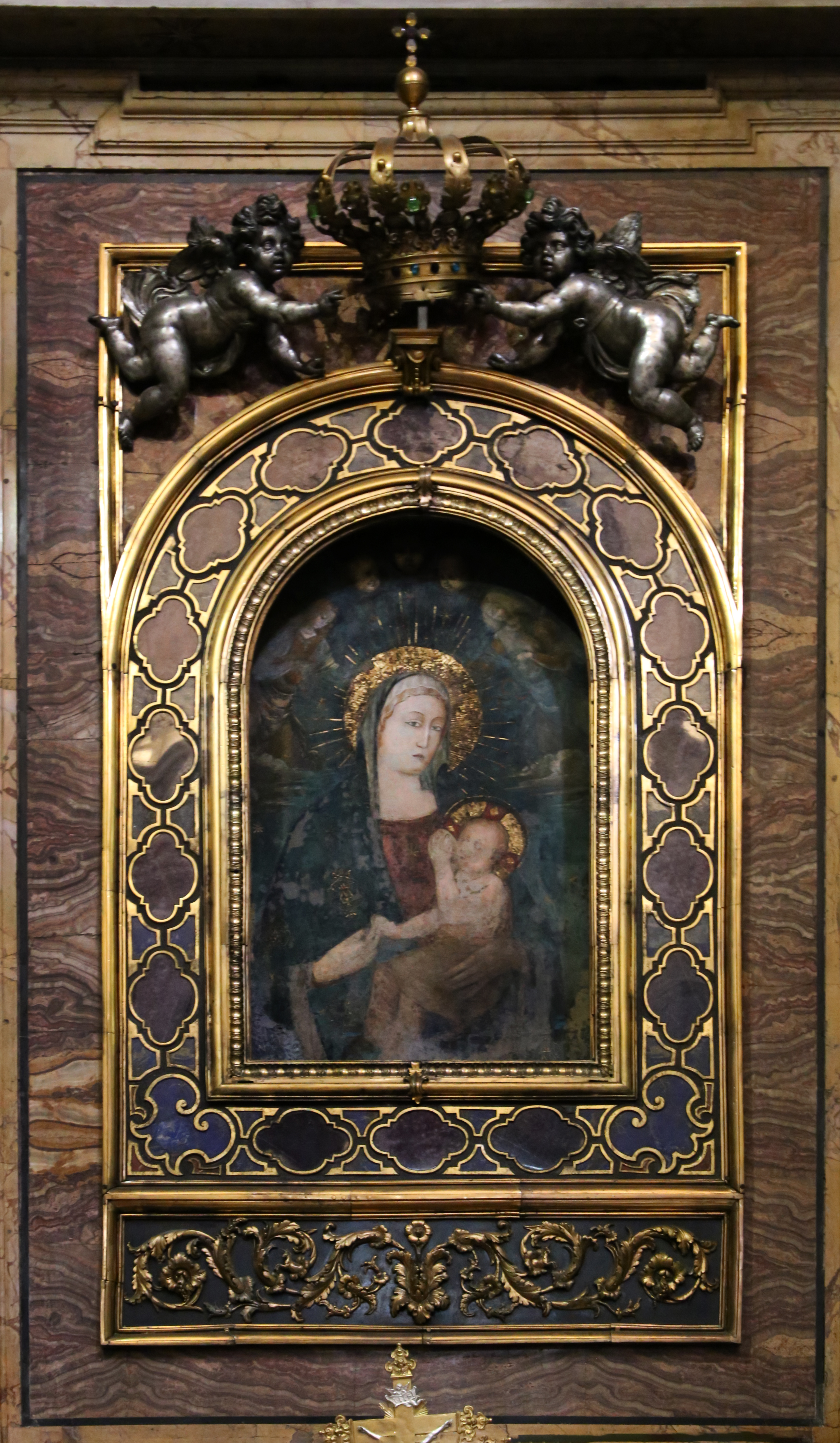
Notre Dame de la paix dans la chœur de la chapelle principale.
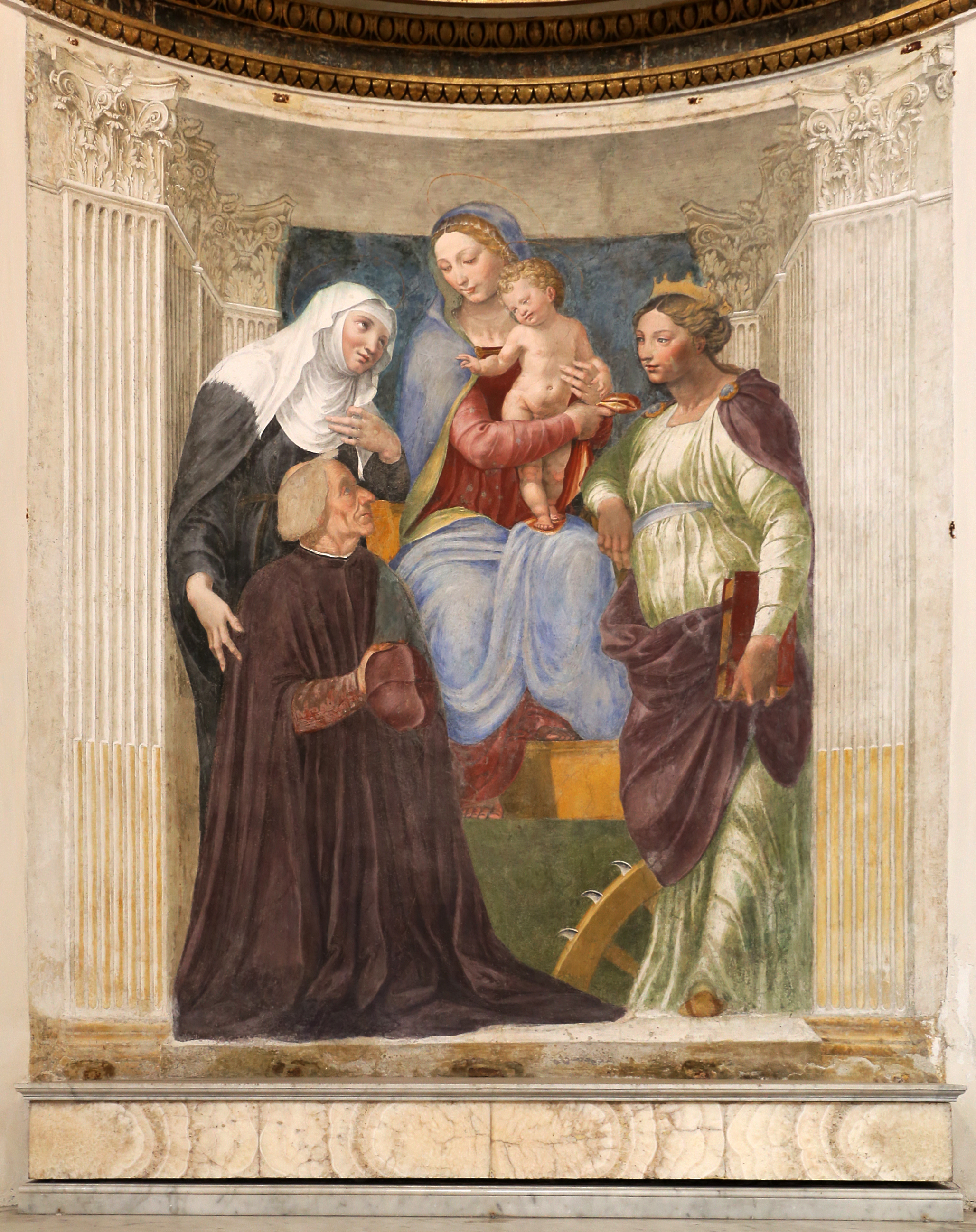
Fresque de la chapelle Ponzetti de Baldassarre Peruzzi, Vierge à l'Enfant entre sainte Brigitte, sainte Catherine et le donateur Ferdinando Ponzetti.
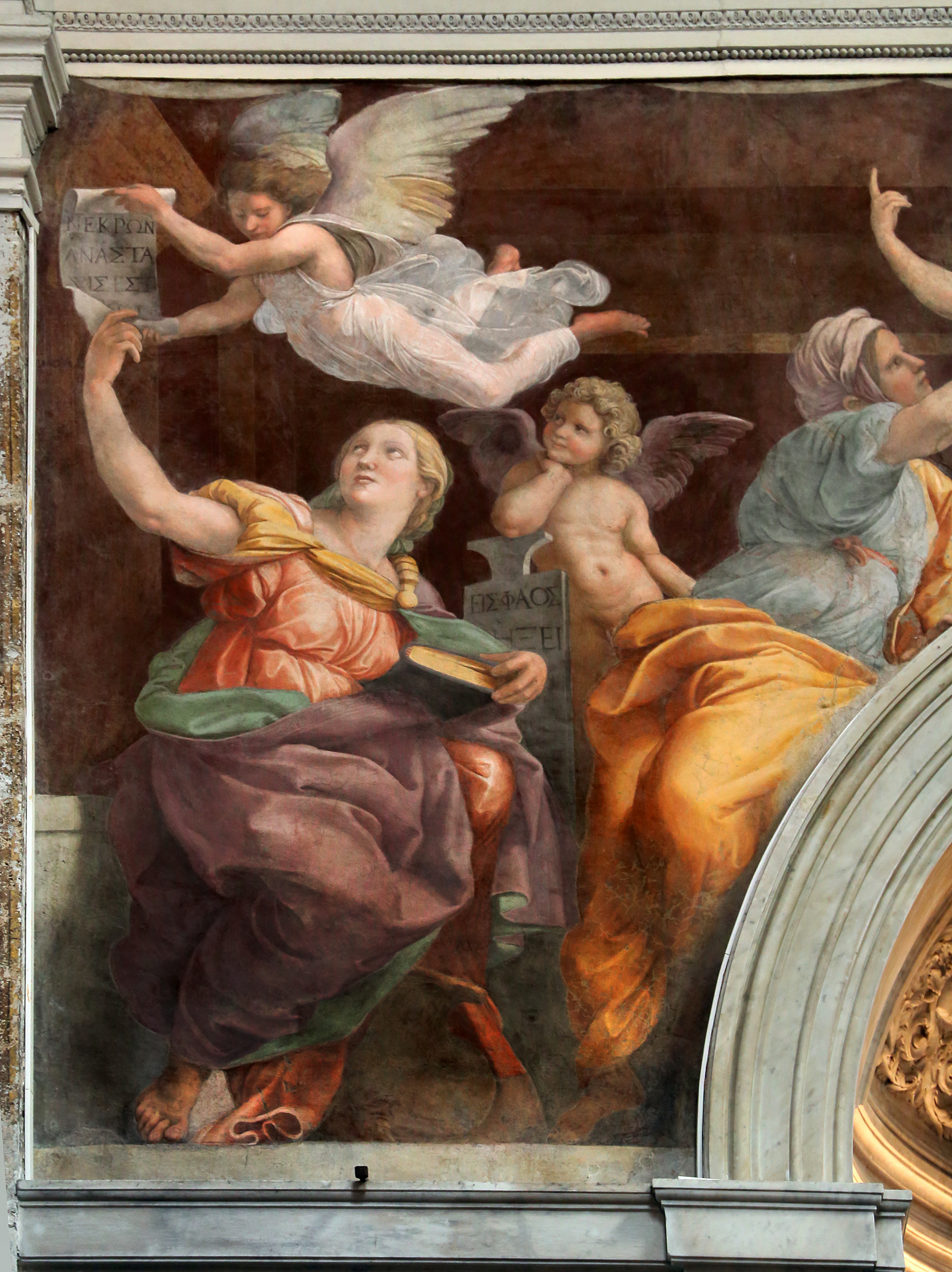
Détail de la fresque Les Sibylles et les Prophètes de Raphaël.
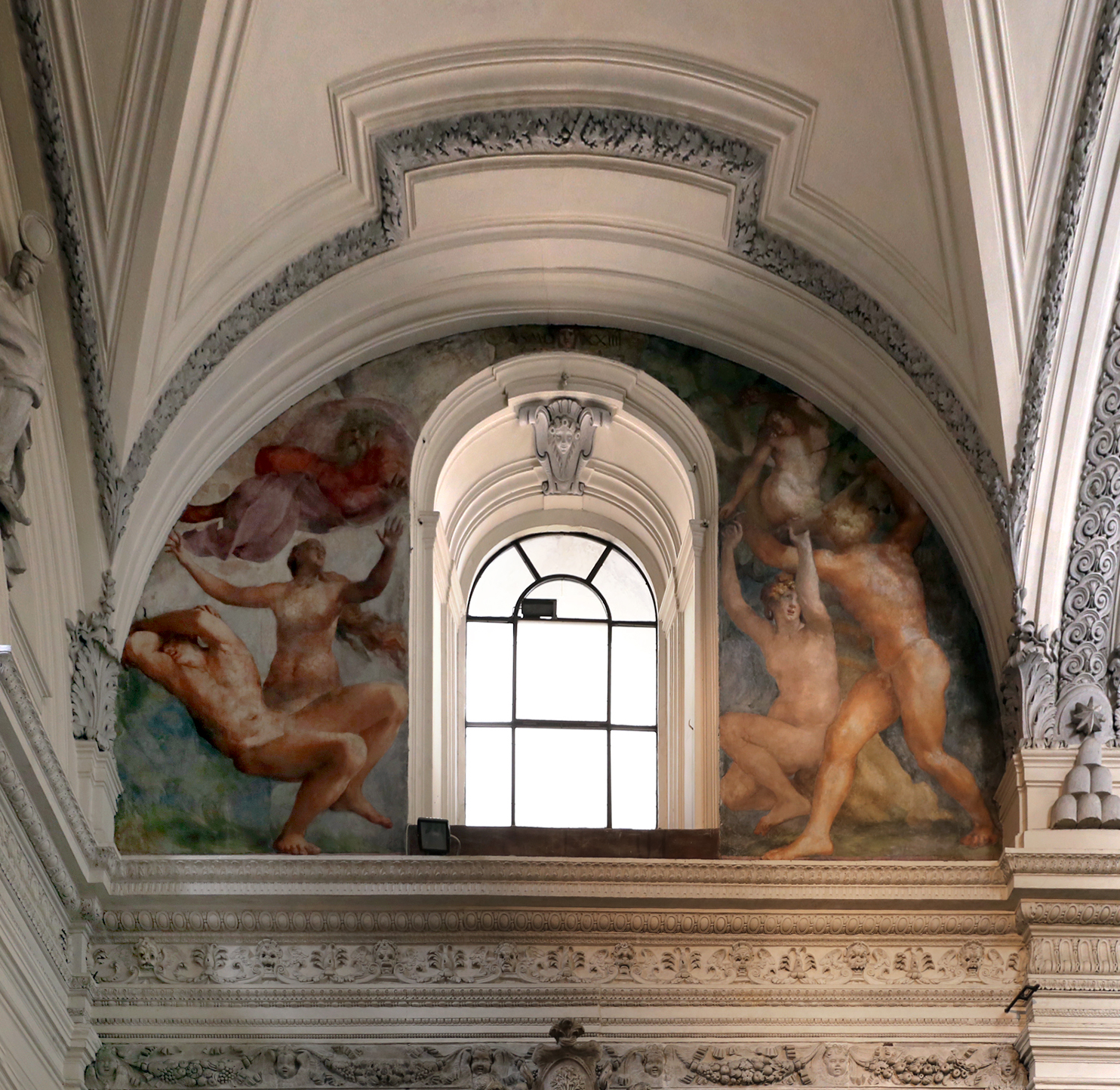
La chapelle Cesi, fresque de Rosso Fiorentino.
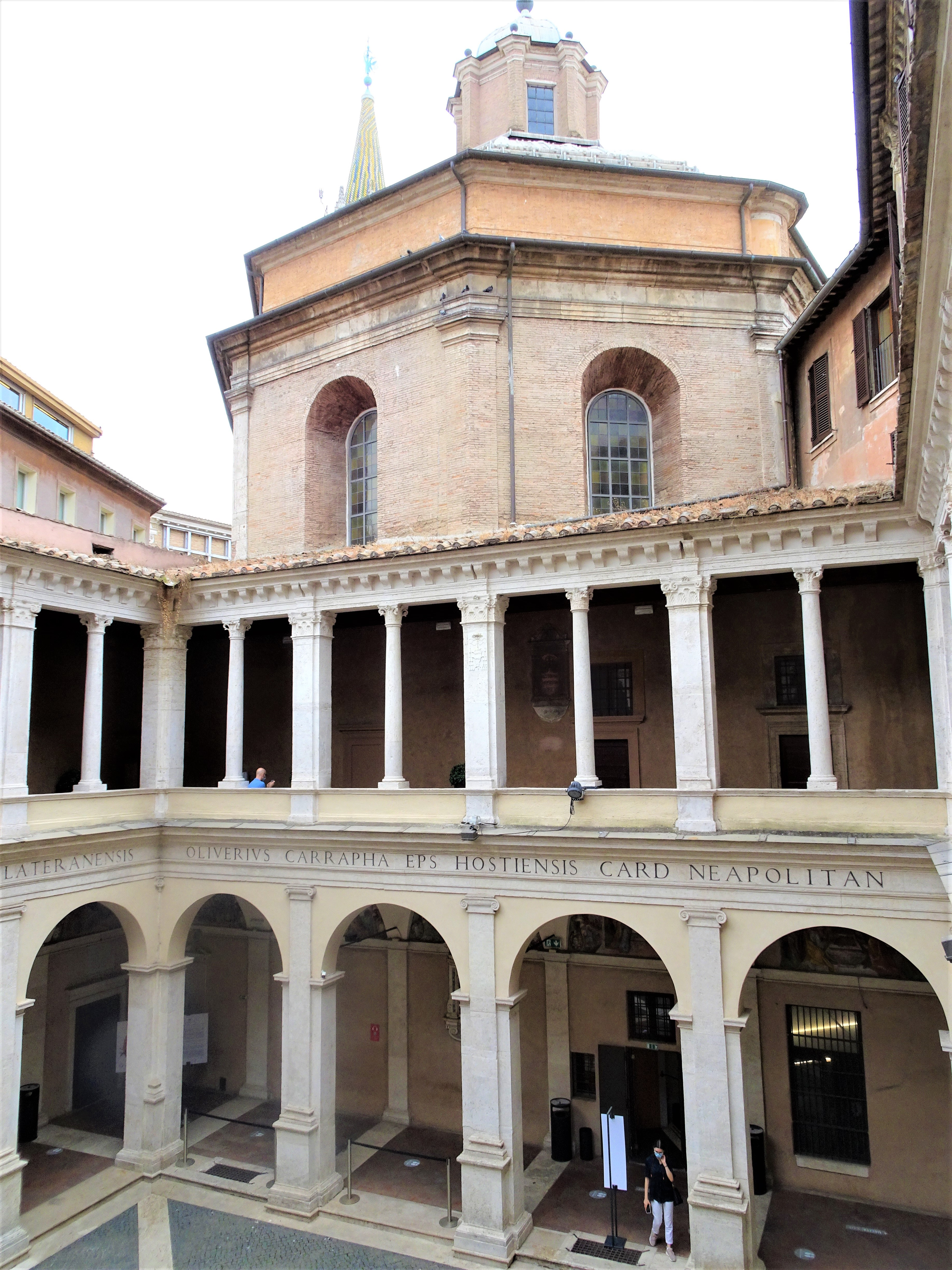
Le cloître.
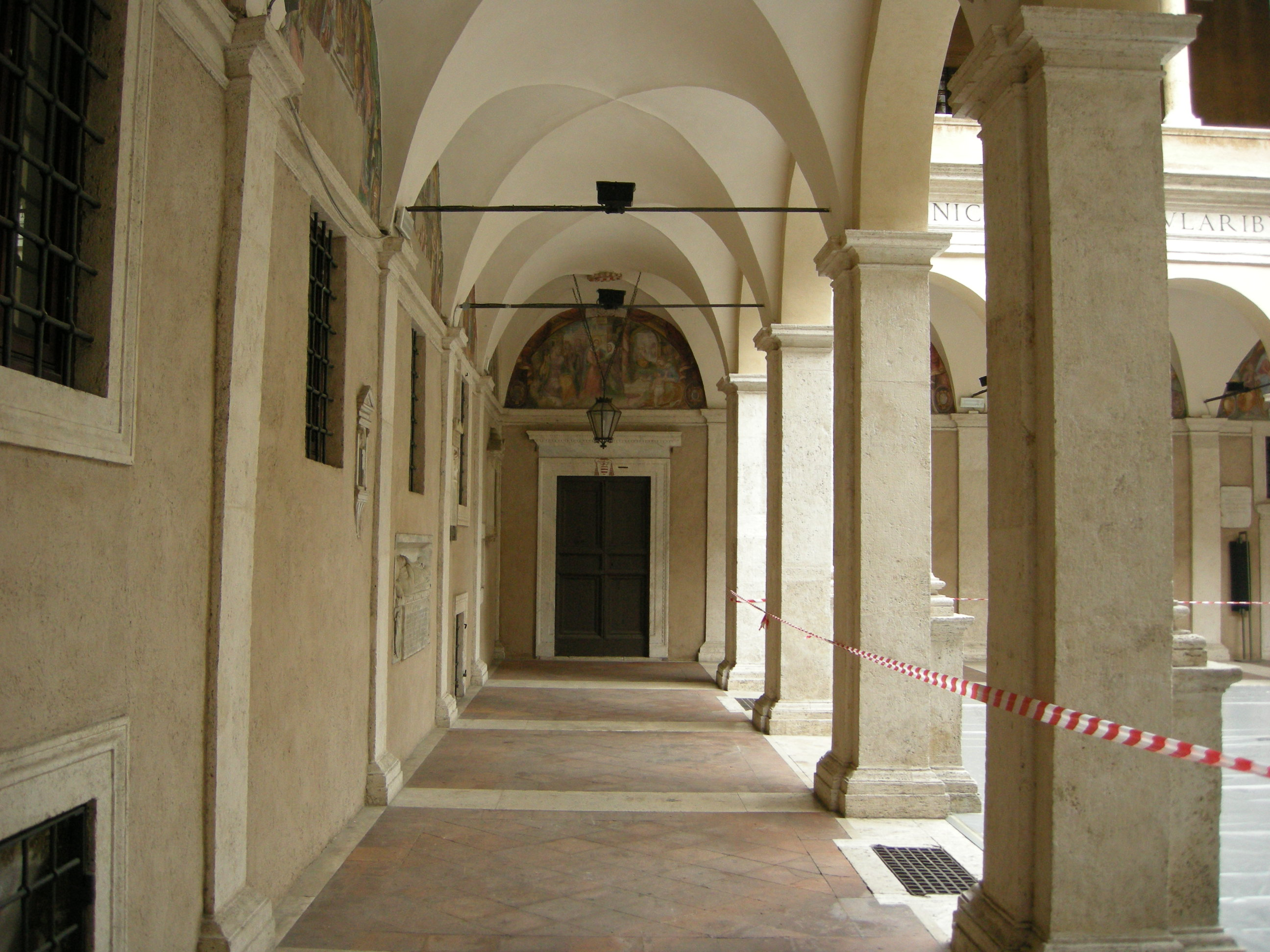
Détail du cloître.
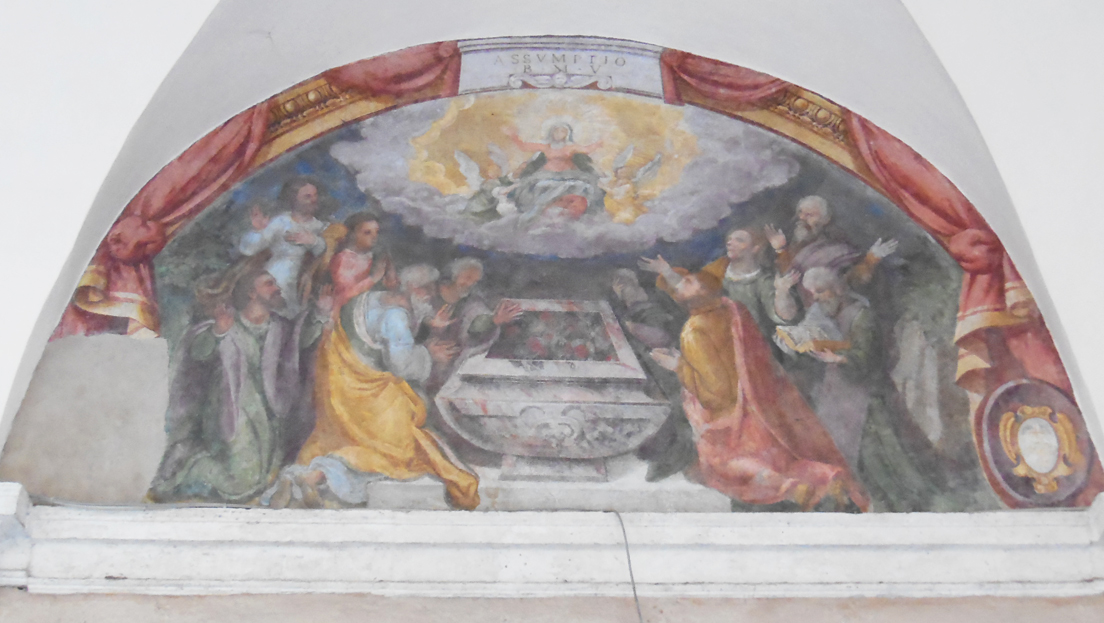
Fresque du cloître.